# Василівка (Дмитровський район)
Василівка (рос. Васильевка) — селище у Дмитровському районі Орловської області Російської Федерації.
Населення становить 10 осіб. Входить до муніципального утворення Соломинське сільське поселення.

## Історія
Населений пункт розташований у межах Чорнозем'я та історичного Дикого Поля. 30 липня 1928 року у складі Орловського округу Центрально-Чорноземної області, 13 червня 1934 року після ліквідації Центрально-Чорноземної області населений пункт увійшов до складу новоствореної Курської області.
З 27 вересня 1937 року район у складі новоствореної Орловської області.
Від 2013 року входить до муніципального утворення Соломинське сільське поселення.

## Населення
| 1926 | 1979 | 2002 | 2010 |
| ---- | ---- | ---- | ---- |
| 247  | ↘65  | ↘40  | ↘10  |